# Puente salino

Celda electroquímica con puente salino de tubo de vidrio con KNO_{3}.

Un puente salino, en química, es un dispositivo de laboratorio utilizado para conectar las semiceldas de oxidación y reducción de una celda galvánica (o pila voltaica), un tipo de celda electroquímica. La función del puente salino es la de aislar los contenidos de las dos partes de la celda mientras se mantiene el contacto eléctrico entre ellas. Los puentes salinos por lo general vienen en dos tipos: tubo de vidrio y papel de filtro. 

## Puentes salinos de tubo de vidrio
Este tipo de puentes salinos consisten en un tubo de vidrio en forma de U lleno de un electrólito relativamente inerte, normalmente se utilizan yoduro de potasio o sulfato de sodio, aunque el diagrama aquí ilustra el uso de una solución de nitrato de potasio. El electrólito es a menudo gelificado con agar-agar para ayudar a prevenir la mezcla de líquidos que de lo contrario podrían ocurrir. La conducción de electricidad desde una solución electrolítica a la otra ocurre por un desplazamiento de los iones positivos en el puente en una dirección (ej. Na+ o K+) y de los iones negativos (ej. SO4-2, NO3- o Cl-).
La conductividad de un puente salino de tubo de vidrio, depende principalmente de la concentración de la solución electrolítica. Un aumento en la concentración por debajo de la  saturación aumenta la conductividad. Un contenido de electrolitos mayor que la saturación y un diámetro de tubo estrecho pueden ambos disminuir la conductividad.

## Puentes salinos de papel filtro
El otro tipo de puentes salinos consiste en un papel de filtro, también empapado en un electrólito relativamente inerte, generalmente cloruro de potasio o cloruro de sodio, ya que son químicamente inertes. No se requiere ningún agente de gelificación ya que el papel de filtro proporciona un medio sólido para la conducción.
La conductividad de este tipo de puentes salinos depende de una serie de factores: de la concentración de la solución electrolítica, de la textura del papel de filtro y de la capacidad de absorción del papel de filtro. En general, una textura más suave y una mayor absorción equivalen a una mayor conductividad. 
Un disco poroso o una barrera porosa de otro tipo entre las dos semiceldas se puede utilizar en lugar de un puente salino, sin embargo, básicamente sirven para  el mismo propósito.

## Usos
Cuando los electrones salen de una semicelda de la pila galvánica y fluyen a la otra, se establece una diferencia de potencial entre ellas. Si no se utilizara un  puente salino, esta diferencia de potencial evitaría el flujo de más electrones. Un puente salino permite el flujo de los iones para mantener un equilibrio en la carga entre los recipientes de la oxidación y la reducción mientras mantiene separado el contenido de cada uno. Con la diferencia de carga equilibrada, los electrones pueden fluir una vez más, y las reacciones de reducción y oxidación pueden continuar. En general, es preferible mantener las dos celdas separadas desde el punto de vista de la eliminación de las variables en un experimento. Cuando no se permite el contacto directo entre los electrolitos, no es necesario tener en cuenta las posibles interacciones entre las especies iónicas.
La técnica permite, más concretamente, la libertad de elección de los iones en solución. Por ejemplo, una mezcla de dos cationes diferentes en la solución podría resultar en la reducción preferencial del no deseado para los fines del experimento. Con un puente salino, el catión deseado (átomos positivo) está aislado en un recipiente, mientras que el catión en el otro recipiente puede ser elegido para hacer el experimento más fácil, por ejemplo, utilizando una sal de la especie aniónica (negativa) más soluble, o más estable.